# Běh na lyžích na Zimních olympijských hrách 2002
Běh na lyžích na olympiádě v Salt Lake City.

## Medailové pořadí zemí
| Pořadí | Země            | Zlato | Stříbro | Bronz | Celkově |
| ------ | --------------- | ----- | ------- | ----- | ------- |
| 1.     | Norsko (NOR)    | 5     | 2       | 4     | 11      |
| 2.     | Itálie (ITA)    | 2     | 2       | 2     | 6       |
| 3.     | Rusko (RUS)     | 2     | 1       | 1     | 4       |
| 4.     | Německo (GER)   | 1     | 2       | 2     | 5       |
| 5.     | Estonsko (EST)  | 1     | 1       | 1     | 3       |
| 6.     | Rakousko (AUT)  | 1     | 1       | 0     | 2       |
| 7.     | Kanada (CAN)    | 1     | 0       | 0     | 1       |
| 8.     | Česko (CZE)     | 0     | 2       | 0     | 2       |
| 9.     | Švýcarsko (SUI) | 0     | 0       | 1     | 1       |
| 9.     | Švédsko (SWE)   | 0     | 0       | 1     | 1       |
|        | Celkem          | 13    | 11      | 12    | 36      |

## Medailisté

### Muži
| Disciplína        | Zlato                                                                            | Výkon     | Stříbro                                                                              | Výkon     | Bronz                                                                                 | Výkon     |
| ----------------- | -------------------------------------------------------------------------------- | --------- | ------------------------------------------------------------------------------------ | --------- | ------------------------------------------------------------------------------------- | --------- |
| 15 km klasicky    | Andrus Veerpalu · Estonsko (EST)                                                 | 37:07,4   | Frode Estil · Norsko (NOR)                                                           | 37:43,4   | Jaak Mae · Estonsko (EST)                                                             | 37:50,8   |
| 30 km volně       | Christian Hoffmann · Rakousko (AUT)                                              | 1:11:31,0 | Mikhail Botvinov · Rakousko (AUT)                                                    | 1:11:32,3 | Kristen Skjeldal · Norsko (NOR)                                                       | 1:11:42,7 |
| 50 km klasicky    | Michail Ivanov · Rusko (RUS)                                                     | 2:06:20,8 | Andrus Veerpalu · Estonsko (EST)                                                     | 2:06:44,5 | Odd-Bjørn Hjelmeset · Norsko (NOR)                                                    | 2:08:41,5 |
| stíhací závod     | Frode Estil · Norsko (NOR) Thomas Alsgaard · Norsko (NOR)                        | 49:48,9   | medaile neudělena                                                                    |           | Per Elofsson · Švédsko (SWE)                                                          | 49:52,9   |
| štafeta 4 × 10 km | Norsko (NOR) · Anders Aukland · Frode Estil · Kristen Skjeldal · Thomas Alsgaard | 1:32:45,4 | Itálie (ITA) · Fabio Maj · Giorgio Di Centa · Pietro Piller Cottrer · Cristian Zorzi | 1:32:53,8 | Německo (GER) · Jens Filbrich · Andreas Schlütter · Tobias Angerer · René Sommerfeldt | 1:33:34,5 |
| sprint            | Tor Arne Hetland · Norsko (NOR)                                                  | 2:56,9    | Peter Schlickenrieder · Německo (GER)                                                | 2:57,0    | Cristian Zorzi · Itálie (ITA)                                                         | 2:57,2    |

### Ženy
| Disciplína       | Zlato                                                                                                  | Výkon     | Stříbro                                                                                 | Výkon     | Bronz | Výkon     |
| ---------------- | --- | --------- | --------------------------------------------------------------------------------------- | --------- | --- | --------- |
| 10 km klasicky   | Bente Skariová · Norsko (NOR)                                                                          | 28:05,6   | Julija Čepalovová · Rusko (RUS)                                                         | 28:09,9   | Stefania Belmondová · Itálie (ITA)                                                                                         | 28:45,8   |
| 15 km volně      | Stefania Belmondová · Itálie (ITA)                                                                     | 39:54,4   | Kateřina Neumannová · Česko (CZE)                                                       | 40:01,3   | Julija Čepalovová · Rusko (RUS)                                                                                            | 40:02,7   |
| 30 km klasicky   | Gabriella Paruzziová · Itálie (ITA)                                                                    | 1:30:57,1 | Stefania Belmondová · Itálie (ITA)                                                      | 1:31:01,6 | Bente Skariová · Norsko (NOR)                                                                                              | 1:31:36,3 |
| stíhací závod    | Beckie Scottová · Kanada (CAN)                                                                         | 25:09,9   | Kateřina Neumannová · Česko (CZE)                                                       | 25:10,0   | Viola Bauerová · Německo (GER)                                                                                             | 25:11,1   |
| štafeta 4 × 5 km | Německo (GER) · Manuela Henkelová · Viola Bauerová · Claudia Künzelová · Evi Sachenbacherová-Stehleová | 49:30,6   | Norsko (NOR) · Marit Bjørgenová · Bente Skariová · Hilde G. Pedersenová · Anita Moenová | 49:31,9   | Švýcarsko (SUI) · Andrea Huberová · Laurence Rochatová · Brigitte Albrechtová-Loretanová · Natascia Leonardiová Cortesiová | 50:03,6   |
| sprint           | Julija Čepalovová · Rusko (RUS)                                                                        | 3:10,6    | Evi Sachenbacherová-Stehleová · Německo (GER)                                           | 3:12,2    | Anita Moenová · Norsko (NOR)                                                                                               | 3:12,7    |